# Тамес, Роберто
Робе́рто Алеха́ндро Та́мес Пере́а (исп. Roberto Alejandro Tamés Perea; 21 августа 1964, Гвадалахара) — мексиканский бобслеист, участник трёх Олимпийских игр.

## Карьера
Во время Олимпиады 1988 года в Калгари Тамес впервые стартовал на Олимпийских играх, выступая в двойках вместе со своим братом Луисом Адриано. По итогам четырёх спусков экипаж Роберто занял 37 место (из 38 экипажей, завершивших соревнования), обойдя экипаж из Американского Самоа. При этом одну сотую братья Тамесы уступили первому мексиканскому экипажу, в котором были ещё два их брата — Хосе и Хорхе.
Через четыре года Роберто Тамес выступал в двойках в паре с Мигелем Элизондо, который в 1988 году участвовал в Летних Олимпийских играх, выступая за легкоатлетическую сборную Мексики в эстафете 4×100 м. Экипаж Тамеса и Элизондо занял 41 место, обойдя 5 экипажей. При этом на этот раз Роберто смог опередить на 0,41 с брата Хорхе.
Следующий раз на Играх Тамес выступил только через 10 лет в 2002 году. При этом Роберто получил право нести флаг Мексики на церемонии открытия Игр. Выступая вместе с разгоняющим Роберто Лаудердейлом, Тамес занял 35-е место, обойдя экипажи из Американского Самоа и Тринидада и Тобаго.